# Homodoxus aristula
Homodoxus aristula är en fjärilsart som beskrevs av Walsingham 1914. Homodoxus aristula ingår i släktet Homodoxus och familjen äkta malar. Inga underarter finns listade i Catalogue of Life.